# Hydrobiosella michaelseni
Hydrobiosella michaelseni är en nattsländeart som först beskrevs av Georg Ulmer 1908.  Hydrobiosella michaelseni ingår i släktet Hydrobiosella och familjen stengömmenattsländor. Inga underarter finns listade i Catalogue of Life.